# Asynapta gossypii
Asynapta gossypii är en tvåvingeart som först beskrevs av Daniel William Coquillett 1905.  Asynapta gossypii ingår i släktet Asynapta och familjen gallmyggor. Inga underarter finns listade i Catalogue of Life.